# Småtjärnarna (Malå socken, Lappland, 724593-162896)
Småtjärnarna är en sjö i Malå kommun i Lappland och ingår i Skellefteälvens huvudavrinningsområde.